# Tamuín
Tamuín ist eine Stadt mit ca. 17.000 Einwohnern in der Huasteca-Region im Bundesstaat San Luis Potosí im Flachland des östlichen Zentralmexiko.

## Lage und Klima
Die ca. 50 m hoch gelegene und etwa 555 km (Fahrtstrecke), aber nur ca. 250 km (Luftstrecke) nördlich von Mexiko-Stadt befindliche Stadt Tamuín liegt am Río Tampaón im Küstenvorland des Golfs von Mexiko. Die Hauptstadt des Bundesstaats, San Luis Potosí, ist gut 300 km in westlicher Richtung entfernt. Das Klima ist meist schwülwarm; Regen (ca. 800 mm/Jahr) fällt überwiegend im Sommerhalbjahr.

## Bevölkerungsentwicklung
| Jahr      | 2000   | 2010   | 2020   |
| Einwohner | 14.177 | 16.318 | 16.582 |

Der leichte Bevölkerungszuwachs beruht im Wesentlichen auf der immer noch anhaltenden Zuwanderung von Einzelpersonen und Familien aus den Dörfern der Umgebung.

## Wirtschaft
Die Huasteca-Region ist in hohem Maße landwirtschaftlich orientiert; Industrie und Tourismus spielen kaum eine Rolle. Es werden allerdings Korbwaren hergestellt, die in der Regel jedoch andernorts verkauft werden.

## Geschichte
Abgesehen von einigen präkolonialen Ruinenkomplexen, die der Huaxteken-Kultur zugerechnet werden, ist über die frühe Geschichte des Ortes und seiner Bewohner nichts bekannt.

## Sehenswürdigkeiten
- Im historischen Stadtkern steht die im 18. und/oder 19. Jahrhundert erbaute Iglesia de la Inmaculada Concepción.

Umgebung
- In der Umgebung der Stadt befinden sich die präspanischen Ruinenstädte Tamtoc, Tamohi (oder El Consuelo) und Tzintzin-Lujub.